# Alabes scotti
Alabes scotti is een  straalvinnige vissensoort uit de familie van schildvissen (Gobiesocidae). De wetenschappelijke naam van de soort is voor het eerst geldig gepubliceerd in 2004 door Hutchins & Morrison.